# Gillichthys
Gillichthys és un gènere de peixos de la família dels gòbids i de l'ordre dels perciformes. Va ésser així batejat en honor de l'ictiòleg estatunidenc Theodore Nicholas Gill.

## Morfologia
- Cos moderadament allargat i comprimit.
- Cap gros (> 25% de la longitud total), ample i deprimit.
- Ulls petits i molt separats.
- Mandíbules molt llargues (la superior s'estén fins a l'obertura branquial).
- 4-5 fileres de dents petites i còniques a cada mandíbula.
- La primera aleta dorsal és baixa i arrodonida.
- Aleta anal amb base curta. La caudal arrodonida. La pectoral ampla i arrodonida.
- Les aletes pèlviques formen un disc.
- Escates petites (80-100 fileres al llarg del costat), incrustades, aspres en els individus joves i principalment llises en els adults.
- Pell coberta amb un moc gruixut.

## Distribució geogràfica
Es troba a les costes de la Baixa Califòrnia i el sud de Califòrnia.

## Taxonomia
- Gillichthys mirabilis (Cooper, 1864)
- Gillichthys seta (Ginsburg, 1938)[3][4][5][6][7][8]